# 双庙乡 (仙居县)
双庙乡是中国浙江省仙居县所辖的一个镇。面积58.2平方千米，人口1.19万人。邮编：317326。

## 历史沿革
1951年设双庙乡，1961年建公社，1970年更名双丰公社，1984年改双庙乡。

## 行政区划
乡政府驻解放村。

下辖19个行政村：解放、下支、公平、西吕、西马、石壁、上王一、上王二、上王三、上王四、大岙、长岗山、车路头、上料、寺前、方山岭、方岩下、各山、羊麻坑。